# Alexandre Vialatte
Alexandre Vialatte (Magnac-Laval, 22 aprile 1901 – Parigi, 3 maggio 1971) è stato uno scrittore francese.

## Biografia
Alexandre Vialatte è figlio di un ufficiale; ha un fratello maggiore, Pierre, e una sorella, Madeleine. Di ceppo alverniate, la famiglia ha le radici ad Ambert ma si trasferisce in svariate città seguendo i cambiamenti di guarnigione del padre: Tolosa, Brive, per poi far ritorno ad Ambert nel 1915, dopo la sua smobilitazione per ragioni di salute.
Dapprima bambino sognatore e dotato di grande immaginazione, il giovane Alexandre Vialatte ama il disegno, la calligrafia, la poesia, ma anche l’esercizio, lo sport, il nuoto e l’equitazione. Quando si rivela la sua attitudine per la matematica,  si avvia alla carriera militare e si prepara per l’Accademia navale. Nel 1913, stringe amicizia con i fratelli Paul e Henri Pourrat. L’amicizia con il primo è interrotta dalla sua morte nel 1923 e viene riversata sul secondo che, più vecchio di quattordici anni e già scrittore, diverrà per Vialatte una figura di riferimento e un mentore in letteratura. Trascorre gli anni della giovinezza nella sua Alvernia, cornice di frequenti escursioni sui monti del Livradois e del Forez. Fino alla morte di Henri, la loro amicizia darà luogo a una ricca corrispondenza.

## La Germania e la lingua tedesca
La sua debole vista (un occhio offeso, in occasione di un incidente d’infanzia) costringe Vialatte a rinunciare all’Accademia navale, dopo aver seguito un corso di matematica propedeutico alla stessa, poi si iscrive alla facoltà di Lettere di Clermont-Ferrand dove studia per il diploma di lingua tedesca. Nel 1922, si trova in Germania in qualità di traduttore civile presso autorità militari. A Spira, ha l’incarico delle traduzioni amministrative e del corso di francese. Poi, a Magonza, lo stesso anno, diviene redattore per la rivista “La Revue rhénane” grazie alle raccomandazioni di Jean Paulhan che ha conosciuto tramite Henri Pourrat. È per “La Revue rhénane” che scrive le sue prime cronache (pubblicate nel 1985 all’interno del volume Bananes de Königsberg). Diventa segretario di redazione, e rimane in Germania fino al 1928, con frequenti ritorni in Francia. Effettua il suo anno di servizio militare a Berlino nel 1924-1925. Pur continuando a consegnare delle cronache a “La Revue rhénane”, diviene anche redattore per le riviste “Les Nouvelles littéraires”, “Le Crapouillot”, et “La Nouvelle Revue française”.
Prende gusto alla traduzione, in cui vede un esercizio costante e un allenamento letterario permanente. Quando scopre Franz Kafka nel 1925, in occasione dell’uscita del romanzo Il Castello, inizia immediatamente a tradurre e a far conoscere lo scrittore ancora sconosciuto, che lui considera come un umorista. Vialatte rimarrà traduttore dal tedesco, traducendo fino al 1954 una quindicina di autori tra i quali Nietzsche, Goethe, Brecht, Thomas Mann, Hugo von Hofmannsthal, Ernst Ludwig, Gottfried Benn. Ritornato in Francia nel gennaio 1928, si sistema provvisoriamente a Firminy, dove porta a compimento il suo primo romanzo Battling il tenebroso, di cui aveva iniziato la redazione a Magonza. Dato che la pubblicazione è stata accettata da Jean Paulhan, il romanzo è edito presso Gallimard, e riceve il premio della fondazione Blumenthal. Lo stesso anno, incontra Hélène Gros-Coissy, assistente sociale alle fabbriche Michelin, cugina acquisita del pittore Victor Jean Desmeures, e la sposa il 6 luglio 1929 a Clermond-Ferrand. Nativa di Briançon e originaria dell’antica provincia del Delfinato, trascinerà la coppia in un nuovo ciclo di escursioni: alla propria geografia intima e mitologica, Vialatte aggiunge quella del Delfinato, le Alpi. Dalla loro unione nasce Pierre nel 1930. Ma malgrado il legame che rimane indefettibile, la coppia vivrà ben poco la vita insieme. Quando Hélène viene trasferita a Parigi, nel 1934, Vialatte la raggiungerà: finirà per abitarvi da solo, mentre lei ripartirà per l’Alvernia.
Fino alla Guerra, Vialatte scrive racconti, articoli per i giornali; consegna traduzioni e lavora a svariati romanzi. Frequenta senza particolare mondanità l’ambiente artistico di Montparnasse, dove incontra Brancusi e Dubuffet. Dal settembre 1937 al giugno 1939, è professore di francese al liceo franco-egiziano di Héliopolis, vicino a Il Cairo. Mobilitato nel settembre 1939, si ritrova prigioniero in Alsazia a giugno del 1940. La disfatta provoca in lui un crollo psicologico che lo porta all’ospedale psichiatrico di Saint-Ylie (nella regione francese della Giura). Dopo un tentativo di suicidio, ne esce: è il 1941. Riporta questa esperienza in Le Fidèle berger (Il Fedele pastore), romanzo del soldato che sprofonda nella follia a forza di marciare, e che si salverà pensando all’amata. Il romanzo, che esce nel 1942, è oscurato per qualche tempo dalla censura tedesca. Il suo amico Henri Pourrat riporta: «Quel borgo dove Vialatte, ritemprandosi ogni giorno nel limpido stagno degli Escures, scrisse in tre settimane Le Fidèle berger, e, quello è il libro sulla guerra più sorprendente apparso durante la guerra, il più profondo. Quello in cui la collera, l’umorismo, la semplicità, la fedeltà ci parlano più da vicino.». Il romanzo è notato anche da Jean Grenier, che scrive: «Questo racconto di un accesso di follia, che occorrerebbe probabilmente chiamare più precisamente psicosi allucinatoria, è ammirevole per densità e unità.»
Nel 1945, è di nuovo corrispondente in Germania, dove riferisce di processi dei criminali di guerra. Ne trae una nuova serie di cronache tedesche, dal tono differente rispetto alle precedenti, con cui saranno raggruppate 40 anni più tardi. È durante questo soggiorno che incontra a Baden-Baden lo scultore Philippe Kaeppelin. Il 27 dicembre 1946, perde il fratello Pierre, portato via dalla tubercolosi. All’inizio del 1947, Vialatte rientra in Francia definitivamente. Pur continuando a scrivere per la N.R.F. (“Nouvelle Revue Française”), lavora anche al romanzo Les Fruits du Congo (I Frutti del Congo), che porta a compimento ad Ambert. Il manoscritto è inviato tale e quale alla giuria del prix Charles Veillon, che lo premia il 5 febbraio 1950. Pubblicato da Gallimard l’anno successivo, il romanzo è candidato al prix Goncourt, ma alla fine scartato in favore del Rivage des Syrtes (La Riva delle Sirti) di Julien Gracq. Les Fruits du Congo è un flop dal punto di vista commerciale. In vita sua, Vialatte non pubblicherà più romanzi.

## Giornalista e cronista
In Alvernia ci sono più salite che discese, citazione di Vialatte ripresa su incisione (street-art) a Clermont-Ferrand (2016).
Ritornato dalla Germania, si è definitivamente stabilito nel XIII arrondissement di Parigi, in prossimità della prigione della Santé. È in questo quartiere che continuerà fino alla morte la propria attività di umanista. Redige o rimaneggia ancora una decina di romanzi che restano inediti. Ma la sua principale attività sarà il giornalismo: cronista prolifico presso numerosi giornali e riviste, Vialatte consegna articoli letterari (alla NRF, in Réalités, Le Spectacle du monde), altri a vocazione artistica (in Arts, Opéra) ma anche divertissements, umoristici o incongrui. Così è in Elle: Le Paris des Parisiennes (La Parigi dei Parigini); un Almanach (Almanacco) per Marie-Claire. Scriverà anche per Adam, Arts ménagers (Arti domestiche), Télé 7 jours e in pubblicazioni specializzate come La Revue du tiercé, Le Courrier des messageries maritimes, Flammes et fumée. Talvolta è il responsabile del Courrier des lecteurs che gli capita di dirigere da solo, come anche di parodiare l’oroscopo o l’almanacco, con un gusto del second degré e della burla.
Questa massa di testi corti darà luogo a numerose pubblicazioni post mortem; tutta una parte resta da riesumare, talvolta dissimulata sotto pseudonimi tra cui quello di Frank Jeudi. Una prima serie di 13 volumi di Cronache, curate da Ferny Besson, esce per l’editore Juillard a partire dal 1985 con delle prefazioni di Jean Dutourd, François Taillandier, René de Obaldia, Charles Dantzig e altri. La parte più cospicua del corpus (ma non la totalità) proviene da ciò che, accanto ai suoi romanzi e alle sue traduzioni, diverrà dopo la sua morte uno dei principali titoli, per notorietà, di Vialatte: a partire dal 1952, pubblica a ritmo settimanale poco meno di 900 cronache per il quotidiano di Clermont-Ferrand, La Montagne, in completa libertà quanto alle tematiche e che redige con tono originale. Lì dà libero corso alla sua fantasia. Trent’anni dopo la sua morte, l’insieme sarà riunito da suo figlio, Pierre, in un’edizione grande e magnifica poiché quasi integrale, che comprende persino i non-pubblicati (così il totale delle cronache passa da 888 a 898; ne mancherebbero solamente tre). Tutte finiscono con la famosa formula, divenuta una delle parole chiave dei Vialattiani: «Ed è così che Allah è grande», senza rapporti con la tematica dell’articolo, ma che testimonia del suo umorismo particolare e anticonvenzionale. Nella massa dei suoi articoli, divertissements e cronache, questa chiusa ricorrente permette di distinguere a colpo sicuro i pezzi usciti su La Montagne.
Nei venticinque anni che seguono il suo ritorno a Parigi, è sempre senza spirito di mondanità che Vialatte continua a frequentare il mondo letterario. La sua produzione giornalistica occupa la maggior parte del suo tempo. Nel 1957 scrive il secondo capitolo del romanzo miscellaneo: Le Roman des 12 (Il Romanzo dei 12). Gli altri 11 autori sono Jean Dutourd, Jules Romains, Pierre Bost, Jean-Louis Curtis, Louise de Vilmorin, Paul Vialar, André Beucler, André Berry, Yves Gandon, Michel de Saint Pierre, Gilbert Sigaux. Sua moglie Hélène, affetta da una malattia dal 1953, muore all’hôpital du Val-de-Grâce il 2 dicembre 1962. Vialatte è toccato nel profondo da questa scomparsa. Continua a scrivere: lettere, cronache, romanzi che non spedisce agli editori ma che sistema dentro scatoloni o che perde. Riesumati dopo la sua morte, saranno progressivamente pubblicati malgrado l’incompletezza, del resto relativa. Come le cronache, questa pubblicazione deve molto agli sforzi di suo figlio, Pierre Vialatte, alla tenacia degli amici come Ferny Besson (che ha per nipote l’ex ministro Éric Besson di cui Vialatte è il padrino), e degli editori da Bernard de Fallois fino a Pascal Sigoda.
Una domenica del febbraio 1969, è da quasi sconosciuto che viene accolto da Remo Forlani in televisione per L’Invité du dimanche (L’Inviato della domenica). Per tre ore, in una scenografia di tavolini da caffè attigui a dei muri di scatole d’archivio per raffigurare il suo appartamento parigino, Vialatte, attorniato da alcuni intimi, dialoga con Forlani, e incontra alcuni dei suoi amici celebri: Alexandre Astruc, Mario Ruspoli, Jacques Dufilho. Evoca Kafka, Dickens, Buffon e il catalogue Manufrance (il catalogo di Manufrance, la prima società francese di vendita per corrispondenza) che è pieno di cose grandi e magnifiche. Presenta il lavoro di alcuni artisti: Dubuffet, Chaval, il disegnatore Georges Allary, lo scultore Philippe Kaeppelin. Legge delle cronache e brani dei suoi romanzi, riporta proverbi dalla cultura Bantu di sua invenzione. La scenografia è completata da sculture di Kaeppelin e da un bar incongruo gestito da Yves Afonso in qualità di barman delirante. Jacqueline Gauthier et Georges Moustaki cantano le canzoni dei Fruits du Congo. La trasmissione è disordinata, piena di scherzi e di second degré, conforme allo spirito vialattiano.
Nell’aprile 1971, sottoscrive l'«appel aux enseignants» (la «chiamata agli insegnanti») proposta dall'Institut d'Études Occidentales dopo la dimissione di Robert Flacelière dalla direzione dell’École Normale Supérieure.
Quello stesso anno, Vialatte è ricoverato in ospedale, dapprima a Necker, poi a Laennec dove muore il 3 maggio. È sepolto ad Ambert. Sulla piazza della stazione di Ambert, il monumento a Vialatte scolpito dall’amico Philippe Kaeppelin ricorda che Alexandre Vialatte era un figlio della città.

## Posterità e omaggi
Il suo bestiario, la sua geografia e i suoi cortocircuiti logici sono stati analizzati da Pierre Jourde. Di Pierre Jourde è anche la magnifica postfazione inedita a Battling il tenebroso, tesa a introdurre romanzo e poetica dell’autore ai lettori italiani. Un dossier d’omaggio curato da Pascal Sigoda raccoglie ricordi, analisi, testi inediti.

## Premio Alexandre Vialatte
Nel 1991 viene creato il prix Alexandre-Vialatte per «ricompensare uno scrittore di lingua francese la cui eleganza della scrittura e la vivacità d’ingegno siano sorgente di piacere per il lettore».
Dopo un’interruzione, nel 2011 il gruppo di giornalisti Centre France, editore del quotidiano La Montagne, lancia l’operazione «2011-Année Vialatte» («2011-Anno Vialatte»), che comprende la ricreazione di questo premio, su iniziativa di Jean-Pierre Caillard.

## Hotel letterario Alexandre Vialatte
Dal 16 novembre 2016, in pieno centro a Clermont-Ferrand, piazza Delille, un hotel porta il suo nome, l’Hôtel Littéraire Alexandre Vialatte. Appartiene al gruppo della Société des Hotels Littéraires (Società degli Hotel Letterari) fondato da Jacques Letertre e rende omaggio allo scrittore attraverso il suo arredamento, uno spazio apposito per mostre e delle biblioteche.

## Opere
Per la maggior parte la pubblicazione in libreria è postuma, cosa frequente per la corrispondenza e per gli articoli ma meno per i romanzi. Le cronache hanno visto edizioni multiple e rimaneggiate.
Nel 2016, gli archivi (manoscritti, corrispondenza, documenti professionali e personali) di Alexandre Vialatte sono entrati nella Bibliothèque littéraire Jacques Doucet per esservi conservati.

### Romanzi e racconti
- Battling le ténébreux ou la Mue périlleuse, Gallimard, 1928. Riedito nella collana L'Imaginaire, 1982, ISBN 2-07-021362-5. (Nella traduzione italiana di René Corona, e dotato di postfazione inedita di Pierre Jourde:     Battling il tenebroso, Valeggio sul Mincio, Prehistorica Editore, novembre 2020.)
- Badonce et les Créatures,     La Cigale, 1937. Riedizione: Julliard, 2003, ISBN 2-260-01655-3
- Le Fidèle Berger,     Gallimard 1942. Riedito nella collana L'Imaginaire, 2000, ISBN 2-07-075782-X
- Le Roman des douze,     Julliard, 1957 (Collettivo - 1 capitolo di A.V.)
- Les Fruits du Congo,     Gallimard, 1951. Prix Charles Veillon     (premio letterario). Riedito nella collana L'Imaginaire, 1994, ISBN 2-07-072298-8. (I frutti del Congo, Valeggio sul Mincio, Prehistorica Editore 2025; traduzione di Gabriella Bosco)
- L'Auberge de Jérusalem,     Le Dilettante, 1986
- La Maison du joueur de flûte,     Arléa, 1986
- La Dame du Job,     Arléa, 1987
- La Maison de M. Inhaber,     Le serpent à plumes, 1989
- Le Fluide rouge,     Le Dilettante, 1990
- Salomé, Les Belles Lettres, 1992
- Camille et les Grands Hommes,     Les Belles Lettres, 1994
- La Complainte des enfants frivoles,     Le Dilettante, 1999
- Les Amants de Mata Hari,     Le Dilettante, 2005
- Fred et Bérénice,     Le Rocher, 2007
- Le Cri du canard bleu,     Le Dilettante, 2012

### Poemi
- La Paix des jardins,     La Différence, 1990

### Miscellanee
- La Basse Auvergne,     J. de Gigord, Collana Gens et pays de chez nous, 1936
- L'Auvergne absolue,     Julliard, 1983
- Jean Dubuffet et le grand magma, (con Jean Dubuffet), Arléa, 1989
- Légendes vertigineuses du Dauphiné,     Bartillat, 1995
- Correspondance avec Jean Paulhan (1921-1968),     Julliard, 1997
- Correspondance avec Ferny Besson (1949-1971), Plon, 1999
- Correspondance avec Henri Pourrat (1916-1959), Presses universitaires Blaise Pascal (in corso di stampa, 8 volumi già usciti dal 2001)
- Alexandre Vialatte et les Cahiers du Sud,     Au Signe de La Licorne, 2012

### Cronache
- Dernières Nouvelles de l'homme,     Julliard, 1978. Riedito in volume da Compact e poi Pocket
- Et c'est ainsi qu'Allah est grand,     Julliard, 1979. Riedito in volume da Compact e poi Pocket
- L'éléphant est irréfutable,     Julliard, 1980. Riedito in volume da Compact e poi Pocket
- Almanach des quatre saisons,     Julliard, 1981. Riedito in volume da Compact e poi Pocket
- Antiquité du grand chosier,     Julliard, 1984. Riedito in volume da Compact e poi Pocket
- Bananes de Königsberg,     Julliard, 1985. Riedito: Pocket
- La Porte de bath-Rabbim,     Julliard, 1986. Riedito: Pocket
- Éloge du homard et autres insectes utiles,     Julliard, 1987. Riedito: Pocket
- Les Champignons du détroit de Behring,     Julliard, 1988. Riedito: Pocket
- Chronique des grands Micmacs,     Julliard, 1989. Riedito: Pocket
- Profitons de l'ornythorinque,     Julliard, 1991
- Chronique des immenses possibilités,     Julliard, 1993
- Pas de H pour Natalie,     Julliard, 1995
- Dires étonnants des astrologues,     Le Dilettante, 1993
- L'Oiseau du mois,     Le Dilettante, 1993
- Les Proverbes bantous, con Michel Perrin,     Au Signe de la Licorne, 1998
- Kafka ou l'Innocence diabolique,     Les Belles Lettres, 1998 ripreso e aumentato: "Mon Kafka" en 2001
- Chroniques de La Montagne,     Robert Laffont, 2000 Collana Bouquins 2 vol.
- Chroniques des Arts ménagers,     Au Signe de la Licorne, 2001
- Chroniques de Flammes et Fumées,     Au Signe de la Licorne, 2001
- Mon Kafka, 10/18, 2001 (riprende e aumenta Kafka ou l'innocence diabolique, 1998)
- Au coin du désert,     Le Dilettante, 2002
- 1968 Chroniques,     Julliard, 2008 (origini diverse; prefazione de Philippe Meyer)
- Lettres à Maricou,     Au Signe de la Licorne, 2009
- Critique littéraire,     Arléa, 2010